# Mela Magnana
La mela Magana è un'antica varietà di mele del Piemonte.

## Coltura
La cultivar fiorisce precocemente, attorno alla metà di aprile. La sua raccolta è piuttosto tardiva, e può protrarsi fino all'inizio di novembre.

## Caratteristiche
Si tratta di una mela di media pezzatura, con un grosso peduncolo ospitato in una cavità poco profonda. La sezione del frutto è circolare. La sua buccia è liscia, con rugginosità limitata alla cavità attorno al peduncolo; è caratterizzata da un colore di fondo verde al quale si sovrappone per il 60-70% della superficie un rosso vinoso. Le lenticelle sono relativamente poco diffuse.
La polpa è bianca con sfumature sul verde, a grana fine, fondente e di sapore lievemente acidulo. La mela Magnana è caratteristica per la sua serbevolezza e resiste in ottime condizioni per vari mesi dopo la raccolta, e tra le varietà tradizionali del Piemonte era l'ultima che vieniva mangiata.

## Storia

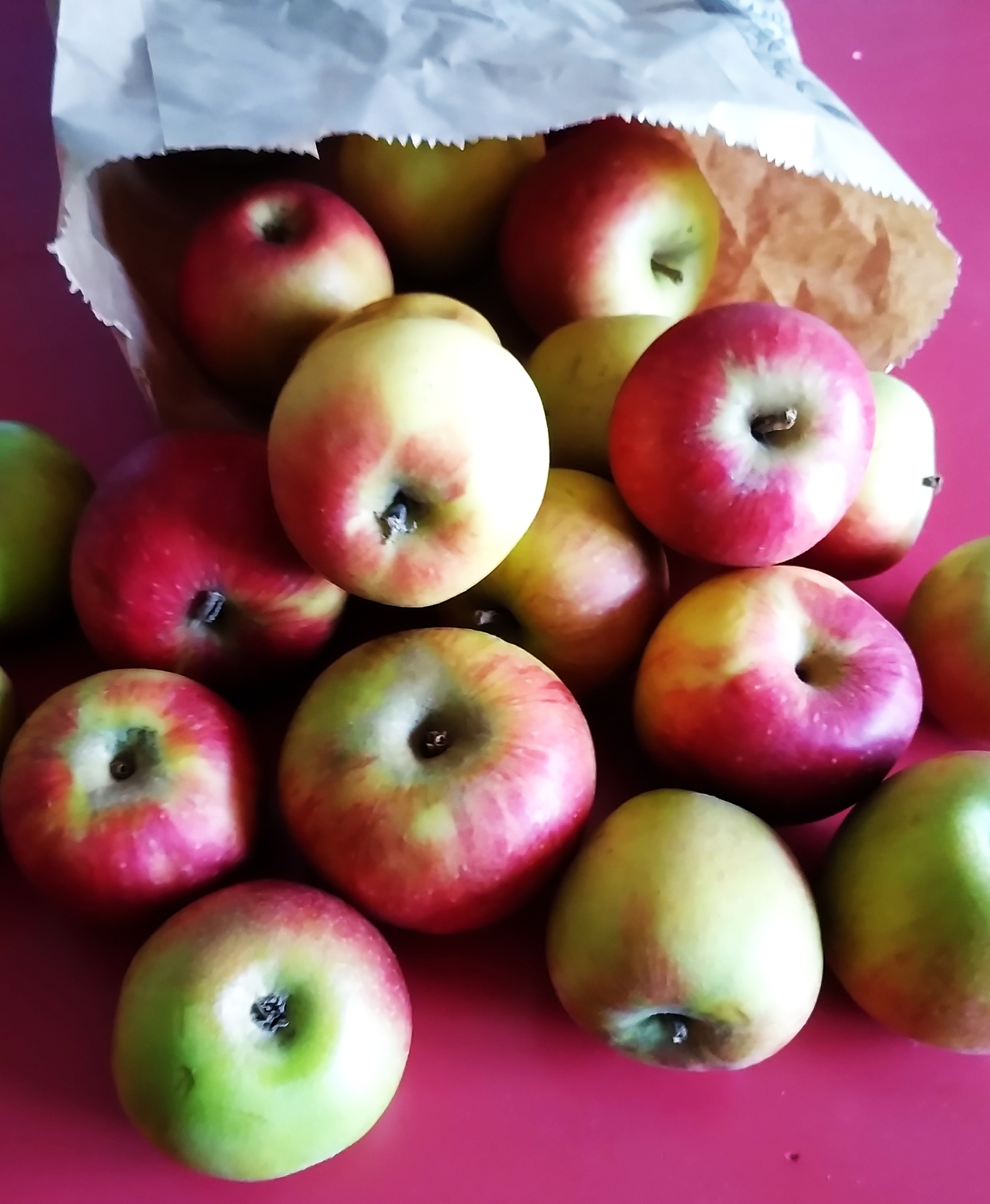
Un sacchetto di mele Magnana

La malla Magnana viene coltivata in Piemonte almeno dalla fine del XIX secolo. Il suo nome deriva forse da quello della località nella quale fu individuata per la prima volta.
Negli ultimi anni, come per altre varietà antiche, c'è stata una riscoperta di questa mela. Le mele Magana sono inserite nell'Arca del Gusto di Slow Food e sono state riconosciute, insieme ad altre 7 varietà, nella denominazione "antiche mele piemontesi" che tutela i prodotti tipici dalla Provincia di Torino.